# Väster-Broktjärnen
Väster-Broktjärnen är en sjö i Strömsunds kommun i Jämtland och ingår i Ångermanälvens huvudavrinningsområde. Sjön har en area på 0,0398 kvadratkilometer och ligger 291,2 meter över havet. Sjön avvattnas av vattendraget Gåxsjöbäcken.

## Delavrinningsområde
Väster-Broktjärnen ingår i det delavrinningsområde (708989-150328) som SMHI kallar för Utloppet av Gåxsjön. Medelhöjden är 300 meter över havet och ytan är 17,71 kvadratkilometer. Det finns inga avrinningsområden uppströms utan avrinningsområdet är högsta punkten. Gåxsjöbäcken som avvattnar avrinningsområdet har biflödesordning 5, vilket innebär att vattnet flödar genom totalt 5 vattendrag innan det når havet efter 228 kilometer. Avrinningsområdet består mestadels av skog (49 procent) och sankmarker (20 procent). Avrinningsområdet har 3,94 kvadratkilometer vattenytor vilket ger det en sjöprocent på 22,2 procent.